# Crossroad: The Videos
Este es el octavo video de Bon Jovi, al igual que su disco paralelo, este también es un recopilatorio, fue editado en 1994 y contiene:
- Livin' on a Prayer
- Keep the Faith
- Wanted Dead or Alive
- Lay Your Hands on Me
- You Give Love a Bad Name
- Bed of Roses
- Blaze of glory
- In These Arms
- Bad Medicine
- I'll Be There for You
- Dry County
- Living in Sin
- Miracle
- I Believe
- I'll Sleep When I'm Dead
- Always